# Football Club Chiasso 1921-1922
Questa pagina raccoglie i dati riguardanti il Football Club Chiasso nelle competizioni ufficiali della stagione 1921-1922.

## Rosa
| N. |                     | Ruolo | Calciatore               |
| -- | ------------------- | ----- | ------------------------ |
|    | Svizzera (bandiera) | A     | Giuseppe Bianchi         |
|    | Svizzera (bandiera) | A     | Giovanni Carò (capitano) |
|    | Svizzera (bandiera) | A     | Renato Chiesa            |
|    | Italia (bandiera)   | D     | Pietro Gattoni           |
|    | Svizzera (bandiera) | C     | Antonio Lurati           |
|    | Svizzera (bandiera) | C     | Cornelio Lurati          |
|    | Italia (bandiera)   | A     | Francesco Lurati         |
|    | Svizzera (bandiera) | D     | Giacomo Marazzi          |
|    | Svizzera (bandiera) | A     | Federico Raas            |

| N. |                     | Ruolo | Calciatore          |
| -- | ------------------- | ----- | ------------------- |
|    | Svizzera (bandiera) | C     | Egildo Raimondi     |
|    | Svizzera (bandiera) | D     | Orfeo Regazzoni     |
|    | Italia (bandiera)   | A     | Alberto Riva (I)    |
|    | Italia (bandiera)   | A     | Luigi Riva (II)     |
|    | Svizzera (bandiera) | D     | Tettamanti          |
|    | Svizzera (bandiera) | A     | Luigi Valcamonica   |
|    | Svizzera (bandiera) | C     | Diego Vassena (III) |
|    | Svizzera (bandiera) | P     | Ernesto Verda       |
|    | Italia (bandiera)   | A     | Giovanni Zapparoli  |

## Risultati

### Prima Categoria

#### Girone A lombardo

##### Girone di andata
| Arbitro: | Tradico (Milano) |

|                  |           |                     |
| Donegana ?’, 57’ | Marcatori | 2’ A. Riva 14’ Carò |

| Arbitro: | Livraghi (Milano) |

|            |           |      |
| Baiocchi I | Marcatori | Carò |

| Arbitro: | Durante |

|                                        |           |  |
| L. Riva 10’ Carò 42’, ?’ F. Lurati 71’ | Marcatori |  |

##### Girone di ritorno
| Arbitro: | Bistoletti (Milano) |

|                           |           |  |
| L. Riva 11’ F. Lurati 73’ | Marcatori |  |

| Maslianico 13 novembre 1921 5ª giornata | Chiasso         | 0 – 0 | Saronno | Campo di Mornello\| Arbitro: \| Trezzi (Milano) \| |
| Arbitro:                                | Trezzi (Milano) |       |         |                                                    |

| Varese 20 novembre 1921 6ª giornata                                    | Varese    | 2 – 2             | Chiasso | Campo delle Bettole |
| \| \| \| \| \| [1]Sangiorgi Visca \| Marcatori \| ?’ (aut.) ? 77’ ? \| |           |                   |         |                     |
|                                                                        |           |                   |         |                     |
| Sangiorgi Visca                                                        | Marcatori | ?’ (aut.) ? 77’ ? |         |                     |